# Maurici (emperador)
Maurici, de nom regnal Flavi Maurici Tiberi August (llatí: Flavius Mauricius Tiberius Augustus; grec: Φλάβιος Μαυρίκιος Τιβέριος Αὔγουστος; 539 – 27 de novembre del 602) fou emperador romà d'Orient del 582 fins al 602. Fou un destacat general que s'enfrontà a l'Imperi Sassànida amb èxit i, una vegada emperador, conclogué victoriosament (en) la guerra amb els perses. Durant el seu regnat, l'Imperi Romà d'Orient obtingué enormes guanys territorials al Caucas i, per primera vegada en gairebé dos segles, els romans ja no es veieren obligats a fer pagaments anuals de milers de lliures d'or als perses per mantenir la pau.
Durant el seu govern (582 al 602), l'imperi va estar amenaçat per tres fronts: a l'oest a Espània (on es van perdre els darrers territoris), als Balcans per la invasió dels àvars, i a l'est per la guerra amb els perses. L'Estat es va trobar una greu crisi econòmica, que finalment va dur a perdre el suport de l'exèrcit i la seva deposició pel general Flavi Focas.

## Orígens
Maurici era fill d'un noble de Capadòcia anomenat Pau, de qui s'ha dit que tenia avantpassats a l'antiga Roma. Va néixer a Arabissos l'any 539. A diferència d'altres emperadors romans, la seva llengua materna era el grec, que alguns historiadors creuen que devia ser una variant de Capadòcia i altres un dialecte grec d'Armènia, no hi ha acord al respecte i sembla que no hi ha possibilitat d'esbrinar la veritat.

## Primers anys
Maurici va arribar a Constantinoble per treballar com a notari. Després va viure a la cort de Justí II i va servir a l'exèrcit. El 578 fou nomenat comes cubiculorum (cap dels excubitors, la guàrdia personal de l'emperador). Quan Tiberi, va rebre el títol de cèsar, és a dir successor de Justí, l'emperador el va nomenar magister militum, càrrec que abans tenia Tiberi, i li va donar el comandament a Mesopotàmia en substitució del general Justinià.
S'acabava d'aconseguir una treva de tres anys amb guanys territorials arreu excepte a Armènia, on la frontera va romandre igual, i quan els romans estaven confiats els perses van trencar la treva i van envair Mesopotàmia, just quan arribava Maurici que va restablir la disciplina de les legions. El general persa Tamcosroes es va apoderar de la fortalesa de Tomana i va arribar fins Amida; Maurici va envair l'Arzanene i va arribar fins darrere el Tigris (578). A l'any següent Maurici i el seu lloctinent Narses van fer una campanya a la Mèdia i van retornar a Mesopotàmia a l'hivern. El 580 va travessar l'Eufrates a Cricesi per avançar cap a Ctesifont però fou traït pels seus aliats àrabs; es va haver d'enfrontar amb l'exèrcit persa al qual va derrotar; els perses van evacuar les fortaleses que tenien a Mesopotàmia i es van retirar més enllà de l'Eufrates. Còsroes I va oferir la pau; Maurici va exigir la devolució de la fortalesa de Dara i com que no la va obtenir el 581 va reprendre la guerra; l'exèrcit persa fou aniquilat en una batalla sagnant en la qual el general Tamcosroes va morir. Els perses van haver d'acceptar la pau sota les condicions imposades pels romans.

## Ascens al tron
El 582 va retornar en triomf a Constantinoble. Poc després, Tiberi II es va posar malalt i va convocar el senat per anunciar que volia nomenar Maurici com a successor, cosa que fou acceptada sense oposició. Maurici es va casar amb Constantina, filla de Tiberi, pocs dies abans de la mort de l'emperador el 13 d'agost del 582. Maurici fou coronat seguidament quan tenia 43 anys.

## Guerra amb Pèrsia
Ja aquell mateix any, Ormazd IV, successor de Còsroes, va renovar la guerra. Joan Mistacó, el general encarregat de la frontera, va sostenir una sagnant batalla a prop del riu Nimfi i el Tigris, i fou derrotat; una segona derrota a Acbas va portar a operacions defensives tot el 583. Maurici el va destituir i va enviar en lloc seu a Filípic, casat amb la seva germana Gordiana; l'exèrcit romà estava delmat per la fam, les malalties i el cansament i no va poder fer res el 584 però el 585 va passar a l'ofensiva sense cap resultat concret; el 586 es va enfrontar als perses a Solacon, prop de Dara i va obtenir una victòria decisiva, destruint l'exèrcit persa; un contingent de veterans que s'havia salvat, parapetat a un turó proper, fou aniquilat pel romà Esteve.
Filípic va envair l'Arzanene i es va trobar un segon exèrcit persa i per causes desconegudes una temor es va apoderar dels romans, que es van desbandar; els perses els van seguir fins Amida; Filípic desesperat va transferir el comandament a Heracli, Andrees i Teodor d'Adea; el primer va aconseguir redreçar la situació. El 588, Filípic va retornar a Constantinoble i el comandament de la guerra fou confirmat per l'emperador a Heracli, provisionalment fins a l'arribada del nou comandant Prisc.
Heracli es va sentir ofès i es va revoltar negant-se a reconèixer l'autoritat de Prisc i va posar al front de l'exèrcit a Germà, deposant a tots els oficials que no el secundaven. Llavors fou enviat Aristobul que va aconseguir aturar el motí, i va dirigir l'exèrcit que era prop de la fortalesa de Martiròpolis a la Sofene contra l'exèrcit persa que s'acostava amb la intenció d'assetjar la fortalesa. Els perses foren derrotats però després de la batalla els soldats es van amotinar altre cop; llavors va arribar el bisbe Gregori d'Antioquia, amb poders de l'emperador, que va aconseguir que els soldats reconegueren Filípic com a comandant en cap.
Filípic va retornar a l'atac però el 589 fou derrotat pels perses que es van apoderar de Martiròpolis per un estratagema. Maurici el va destituir i va nomenar al seu lloc Comencíol, un general que era incapaç de la tasca que se li encomanava, però que era de la confiança d'Heracli (al qui havia donat suport en el motí). Sota la direcció de Comencíol i Heracli els romans van lliurar la batalla de Sisarbene; Comencíol fou el primer que va fugir però Heracli va redreçar la situació i va obtenir una victòria gloriosa, fent un gran botí al camp enemic. Llavors va reconquerir Acbas.
Mentrestant, els perses tenien problemes greus amb els turcs de l'Àsia central als quals s'havien aliat i que havien enviat un contingent de dos-cents mil homes a cavall, però que quan eren a la Mèdia van començar a combatre els perses, segons es creu, perquè havien fet una aliança secreta amb Maurici. El general Bahram va poder derrotar els turcs als passos d'Hircània aconseguint dominar el perill, però després fou privat del seu comandament i es va revoltar. La revolta al país es va escampar i Ormazd IV fou enderrocat i cegat pel príncep Bindoes. Còsroes II, fill d'Ormazd, fou posat al tron; llavors va combatre contra Bahram però aquest el va derrotar en una batalla. Còsroes va haver de fugir a territori romà; reconegut a la zona de Circesi, el comandant romà el va enviar a Hieràpolis on Còsroes va demanar per carta a Maurici de ser restituït al tron.
Maurici va reunir un gran exèrcit sota comandament del seu general Narses que va marxar a la frontera acompanyat de Còsroes; en una batalla decisiva a Balarath va derrotar Bahram que va fugir al kanat dels turcs, on va morir i Còsroes fou restablert en 591. Una pau duradora es va establir entre l'Imperi Romà d'Orient i Pèrsia. Dara i Martiròpolis foren retornades als romans com a preu de l'ajut.

## Guerra contra els àvars
El 581, l'any anterior a l'ascensió al tron de Maurici, el kan dels àvars Bayan I, amb la col·laboració de tropes eslaves, es va apoderar de Sírmium, una important fortificació romana al sud del Danubi. Aquesta ciutat va servir als àvars com a base d'operacions per fer incursions en territori romà, a canvi de no fer-ho demanaven 80.000 sòlids anuals; els eslaus van fer una demanda a banda. El 587 els Maurici va decidir no pagar els diners que exigien els àvars, ja que demanaven un augment de fins a 100.000 sòlids, i va iniciar la lluita contra ells. Comencíol va dirigir les forces aquest any i no va tenir èxit, i el va substituir Mistacó, que mercès a l'habilitat del seu lloctinent el germànic Droctulf va aconseguir derrotar greument els àvars, que van romandre inactius almenys cinc anys.
Vers el 596 la guerra es va reprendre. Maurici va fer retirar part de l'exèrcit estacionat a la frontera persa, per lluitar ara contra els àvars; l'emperador volia dirigir l'exèrcit però ja no era costum i el senat no ho va permetre i llavors l'emperador va enviar a Prisc, una mala elecció (598), ja que en dos anys no va aconseguir gaires èxits i certament cap d'important; el 600 fou substituït per Comencíol, que en el primer combat ja va patir una greu derrota i els àvars van fer dotze mil presoners.

## Usurpació de Focas
Prisc va reassumir el comandament i va aconseguir cinc victòries parcials, però Comencíol fou reconfirmat com a comandant. El 602 Maurici li va ordenar passar l'hivern al nord del Danubi però Comencíol ho volia fer al sud on no estava exposat als atacs dels àvars; aquesta mesura, potser considerada un càstig per l'emperador, era imprudent; a això es va ajuntar que els àvars havien demanat sis mil peces d'or pel rescat dels presoners, que Maurici no va voler pagar, i els presoners (molts d'ells participants en el motí de l'exèrcit a Pèrsia) havien estat executats; i les tropes es van amotinar. Un general, Focas, fou aclamat com a cap dels revoltats. Pere, germà de l'emperador, que era al campament, va portar l'anunci a la capital que el rebel Focas marxava amb els soldats cap a Constantinoble.
Maurici va considerar més prudent fugir a províncies i organitzar la resistència i va marxar amb vaixell amb la seva dona i fills; una turmenta el va obligar a desembarcar al monestir de Sant Autònom prop de Calcedònia; allí va enviar el seu fill gran Teodosi a la cort de Còsroes per demanar ajut. Mentre Focas va entrar a la capital i es va proclamar emperador (23 de novembre del 602).
Flavi Focas va enviar a buscar l'emperador i família, que foren localitzats ràpidament, després va fer executar cinc dels seus fills (Tiberi, Pau, Pere, Justí i Justinià) a la vista del pare, i finalment aquest el 27 de novembre del 602. També va fer executar Pere, duc de Tràcia, germà de l'emperador, el general Comencíol, Constantí Lardis i altres nobles. Una mica després Teodosi fou arrestat i també fou executat (segurament el 603). L'emperadriu i tres filles foren empresonades però finalment executades el 605 o 607.

## Política interna
El 584 es va perdre Còrdova, la darrera possessió imperial a Espània, que va passar a mans dels visigots. Maurici va reaccionar organitzant els territoris amenaçats de l'oest en exarcats, creant l'exarcat de Ravenna (584) i l'exarcat d'Àfrica (591); el primer serviria per aturar l'avanç dels longobards i el segon el dels àrabs.
En el seu testament repartia l'imperi entre Teodosi i Tiberi els seus dos fills grans; a aquest segon li deixava Itàlia i les illes, el que indica que el 597, quan va fer el testament, preparava una expedició per conquerir Itàlia o bé que tenia intenció de crear una Tetrarquia com la de Dioclecià.
Pel que fa a les qüestions religioses, Maurici va ser molt tolerant amb el monofisisme, encara que es va definir favorable als acords del Concili de Calcedònia. Es va enemistar amb el Papa Gregori I quan aquell va organitzar la defensa de Roma contra els longobards, tot i que Maurici no va enviar tropes per encarregar-se ell de la defensa.
La seva popularitat inicial va anar davallant així com avançaven els anys, principalment per la seva política fiscal. A causa de les guerres i les exigències dels enemics calia recaptar més diners i va haver d'apujar els impostos. El 588, va anunciar una retallada del 25% en la paga dels soldats, mesura que va portar seriosos amotinaments entre les topes instal·lades a la frontera persa. A més es va negar a pagar un rescat no gaire quantiós, l'any 599 o el 600 per alliberar 12.000 soldats capturats pels àvars.
Maurici es va guanyar una reputació d'avariciós a través del nepotisme aplicat cap als membres de la seva família, i es rumorejava que venia gra de les terres de l'Estat a canvi d'or que es guardava per enriquir-se personalment. Cap al 602, la població l'acusava obertament d'orquestrar un període de fam.La mala reputació va arribar fins al punt que, Teofilacte Simocata i Teòfanes el Confessor diuen en les respectives cròniques que la multitud l'acusava de ser membre d'una secta, els marcianistes, que es negaven a fer obres de caritat.

## Obra literària
Va escriure dotze llibres sobre tàctiques militars que s'han conservat i han estat publicats conjuntament amb el nom Στρατηγικά o Στρατηγικόν (Strategika o Estratègicon) i, en traducció llatina, Tactica. Aquesta obra és també d'interès etnològic per la descripció que en fa de diferents grups humans: francs, longobards, àvars, turcs i eslaus; d'interès judicial o legal per la llista que inclou de les diferents infraccions militars i les penes corresponents.